# Woody Vasulka
Bohuslav „Woody“ Vasulka (česky Vašulka; 20. ledna 1937 Brno – 20. prosince 2019 Santa Fe, Nové Mexiko (USA)) byl americko–český umělec patřící mezi tvůrčí experimentátory s audio–video technikou. Je pokládán za jednoho z mezinárodně uznávaných zakladatelů elektronického audiovizuálního a interaktivního umění a videoartu. 

## Život a dílo
Woody se narodil v Brně jako Bohuslav Petr Vašulka. Rodina žila na Šmilovského ulici v městské části Slatina. V roce 1956 maturoval na střední průmyslové škole v Brně, kde studoval technologii kovů a hydraulickou mechaniku, což předurčilo jeho pozdější zájem o interaktivní robotické instalace. Jeho hlavním zájmem byla už od mládí hudba, fotografie, literatura a film. Po skončení vojenské prezenční služby přijel do Prahy a zde později absolvoval Filmovou a televizní fakultu Akademie múzických umění (FAMU), kde zrežíroval a vytvořil několik krátkých filmů.
Krátce po studiu se seznámil se Steinou (celým jménem Steinunn Briem Bjarnadottir), se kterou se v roce 1960 oženil a v roce 1965 přestěhoval do New Yorku. Po příjezdu do USA začali spolu pracovat na tvorbě dokumentárních filmů o divadle, tanci a převážně o undergroundové tvorbě v New Yorku. V roce 1971 s Andreasem Mannikem založili v newyorském Mercer Arts Center centrum mediálního umění – The Kitchen, kde vystupovali umělci jako Philip Glass, John Lennon, Herbie Hancock a další.
V roce 1980 se manželé Vašulkovi přestěhovali do Santa Fe v Novém Mexiku, kde stáli u zrodu výzkumného a výukového institutu The Art and Science Laboratory. Dále Woody působil v centrech nových médií v Buffalu, Frankfurtu nad Mohanem nebo jako hostující profesor na Fakultě výtvarných umění VUT Brno. Vasulka působil také jako kurátor v ZKM (Zentrum für Kunst und Medien) v Karlsruhe (Německo). Zde byl roku 2006 společně s Peterem Weibelem kurátorem výstavy MindFrames.
Účastnil se řady významných světových přehlídek a získal četná ocenění, např. National Alliance for Media, Arts & Culture mu v roce 1998 udělila cenu za mimořádné zásluhy na poli mediálního umění. Vzhledem ke světovému uměleckému věhlasu a vlivu na současné audiovizuální umění obdržel čestné doktoráty na univerzitách v San Francisku, Praze a Brně.
V roce 2014 obdržel Cenu města Brna.
Na sklonku jeho života v roce 2018 bylo po vzoru původní americké instituce otevřeno v jeho rodném Brně za účasti obou manželů Centrum umění nových médií – Vašulka Kitchen.

### Video projekty (výběr)
- 1971 – Swan Lake
- 1973 – Vocabulary
- 1974 – Art of Memory
- 1974 – C-Trend
- 1974 – Explanation
- 1974 – Reminiscence
- 1974 – The Matter
- 1976 – No. 25
- 1980 – Artifacts
- 1983 – The Commission
- 1983 – The West
- 1984 – Pariah
- 1987 – Art of Memory
- 1989 – In the Land of the Elevator Girls

## Autorské výstavy
- 1975 – První souborná výstava Vasulkových v galerii Albright-Knox v Buffalu
- 1990 – Table 2: Automata (první ze série šesti instalací The Brotherhood)
- 1992 – Vasulkovi připravují výstavu věnovanou pionýrům elektronického umění pro festival Ars Electronica v Linzi (Eigenwelt der Apparatewelt: Pioniere der Elektronischen Kunst)
- 1998 – kompletní cyklus The Brotherhood: A Series of Six Interactive Constructions, NTT InterCommunication Center, Tokio
- 1996 – retrospektivní přehlídka díla Vasulkových, San Francisco Museum of Modern Art

## Vašulka Kitchen Brno
Na sklonku roku 2016 vznikla v Brně iniciativa, jejímž cílem bylo založení centra odkazujícího na dílo uměleckého páru Steiny a Bohuslava Woodyho Vašulky. V říjnu 2018 zahájilo za účasti manželů Vašulkových v Domě umění města Brna činnost Centrum umění nových médií – Vašulka Kitchen Brno (VKB), jehož posláním je uchovávat a zprostředkovávat jejich tvorbu a rozvíjet jejich odkaz. Stalo se součástí mezinárodní sítě institucí, zaměřených na podporu, archivaci, výzkum a distribuci umění, založeného na pohyblivém obrazu, zvuku, elektronických sítích, kódování a performativitě.
Do listopadu 2023 sídlilo centrum v suterénních prostorách Domu umění města Brna, od prosince téhož roku sídlí v Domě pánů z Kunštátu.   